# Cadrete
Cadrete (aragónul Cadret) település Spanyolországban,  Zaragoza tartományban. Cadrete Zaragoza, Cuarte de Huerva és María de Huerva községekkel határos. Lakosainak száma 4639 fő (2024).

## Népesség
A település népessége az utóbbi években az alábbiak szerint változott:
| Lakosok száma | 1729 | 2115 | 2445 | 2777 | 3293 | 3538 | 3749 | 4032 | 4473 | 4639 |
|               | 2001 | 2004 | 2007 | 2009 | 2012 | 2014 | 2017 | 2019 | 2022 | 2024 |